# 莲花峰摩崖石刻
莲花峰摩崖石刻，位于中国广东省汕头市潮阳区海门镇西南海边的莲花峰。史称“莲峰海色”，为潮阳八景之一。有宋代至现代石刻93题。

## 景观
石刻范围主要有莲花峰、尖山、叠石等3处。其中比较有名的石刻有：行书“莲花峰”，刻石面积为6×1.5米，楷书“终南”，刻石面积为0.68×0.28米。相传为文天祥题刻。
另外还有刘海粟所题的“海天砥柱”、“云龙风虎”。
老舍还有一首“饮露餐明霞，青莲十丈花，海门潮起落，万古卫中华。”

## 交通
在汕头汽车总站或汕头西堤汽车站坐前往海门镇莲花峰的班车。